# Сент-Джозеф (округ Ла-Кросс, Вісконсин)
Сент-Джозеф (англ. St. Joseph) — місто (англ. town) в США, в окрузі Ла-Кросс штату Вісконсин. Населення — 487 осіб (2020).

## Демографія
Згідно з переписом 2010 року, у місті мешкали 3842 особи в 1388 домогосподарствах у складі 1136 родин. Було 1511 помешкання
Расовий склад населення:
| - 96,1 % — білих - 0,8 % — азіатів - 0,3 % — корінних американців - 0,3 % — чорних або афроамериканців - 0,2 % — вихідців з тихоокеанських островів - 1,0 % — осіб інших рас |

До двох чи більше рас належало 1,3 %. Частка іспаномовних становила 2,4 % від усіх жителів.
За віковим діапазоном населення розподілялося таким чином: 24,9 % — особи молодші 18 років, 65,2 % — особи у віці 18—64 років, 9,9 % — особи у віці 65 років та старші. Медіана віку мешканця становила 42,9 року. На 100 осіб жіночої статі у місті припадало 106,8 чоловіків;  на 100 жінок у віці від 18 років та старших — 106,7 чоловіків також старших 18 років.
Середній дохід на одне домашнє господарство  становив 136 305 доларів США (медіана — 116 694), а середній дохід на одну сім'ю — 137 872 долари (медіана — 125 714). Медіана доходів становила 92 125 доларів для чоловіків та 57 396 доларів для жінок. За межею бідності перебувало 3,9 % осіб, у тому числі 1,2 % дітей у віці до 18 років та 11,8 % осіб у віці 65 років та старших.
Цивільне працевлаштоване населення становило 2202 особи. Основні галузі зайнятості: виробництво — 16,3 %, освіта, охорона здоров'я та соціальна допомога — 14,7 %, роздрібна торгівля — 11,4 %, науковці, спеціалісти, менеджери — 9,9 %.